# Lista de singles número um da década de 1960 no Reino Unido
Esta lista relaciona os singles que alcançaram a primeira colocação nas paradas musicais do Reino Unido durante a década de 1960. O órgão oficial de certificação no país é o UK Singles Chart, estabelecido em 1969. Até então, não havia um controle oficial; todavia, a British Hit Singles & Albums e a Official Charts Company consideram como fontes canônicas as edições da New Musical Express (NME) anteriores a 10 de março de 1960, e as edições da Record Retailer publicadas desta data até 15 de fevereiro de 1969, quando a Retailer e a BBC contrataram em conjunto a British Market Research Bureau (BMRB) para compilar as paradas musicais.
A escolha da Retailer como fonte canônica foi considerada controversa pois a NME (que manteve a publicação das paradas musicais após março de 1960) foi a líder em circulação de periódicos da década, sendo consequentemente mais acompanhada pelo público em geral. Além dos compiladores de dados já mencionados, as revistas Melody Maker, Disc e Record Mirror também publicaram suas próprias versões das paradas durante a década. Devido à ausência de um controle único, a BBC agregou os resultados de todas essas fontes para a transmissão de sua própria parada, a Pick of the Pops.
Uma fonte explica que a razão de utilizar os dados da Record Retailer dos anos 60 é que esta foi "a única parada a englobar até 50 posições durante quase toda a década". A coleta de dados por amostragem da Record Retailer no começo dos anos 60 abrangia em torno de 30 lojas de discos, enquanto a NME e a Melody Maker pesquisavam em mais de 100 lojas. Em 1969, a primeira parada da BMRB foi compilada, usando registros de vendas de 250 lojas.
Em termos de singles número um, o Beatles foi o grupo mais bem-sucedido da época, emplacando dezessete canções na primeira colocação. O recorde de permanência de um single no 1° lugar foi de oito semanas, e isso ocorreu em três ocasiões: com "It's Now or Never" de Elvis Presley em 1960, com "Wonderful Land" do The Shadows em 1962, e com "Sugar, Sugar" do The Archies em 1969. A canção "She Loves You" do Beatles tornou-se o single mais vendido de todos os tempos em 1963, recorde mantido até 1977, quando o Wings, banda de Paul McCartney, superou-o com "Mull of Kintyre". "She Loves You" permaneceu no entanto como canção mais vendida e uma das quatorze que acredita-se tenha vendido mais de um milhão de cópias na década de 1960.

## Singles número um
Legenda

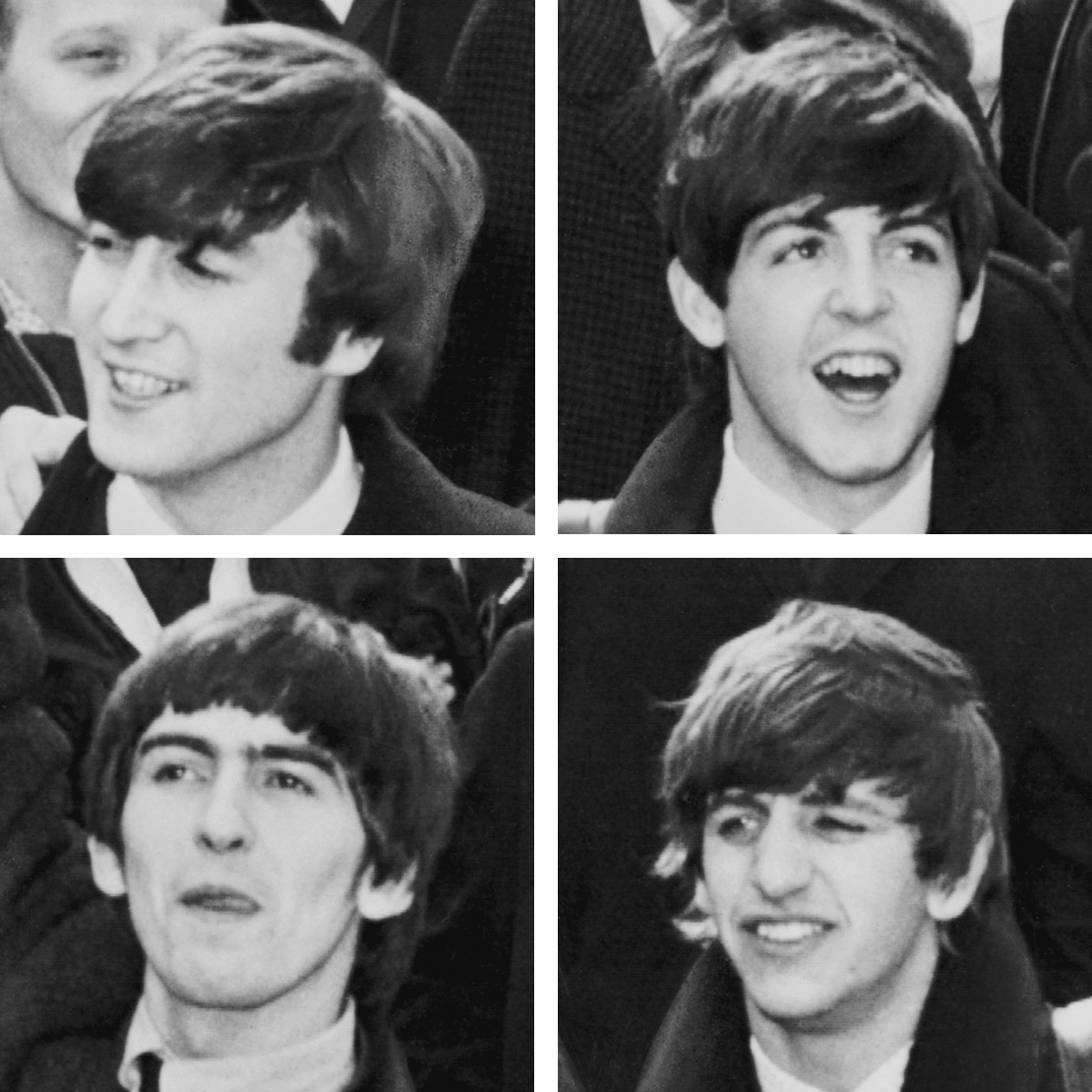
The Beatles tiveram dezessete singles número um nos anos 60, mais do que qualquer outro artista. O single "She Loves You" foi o mais vendido da década

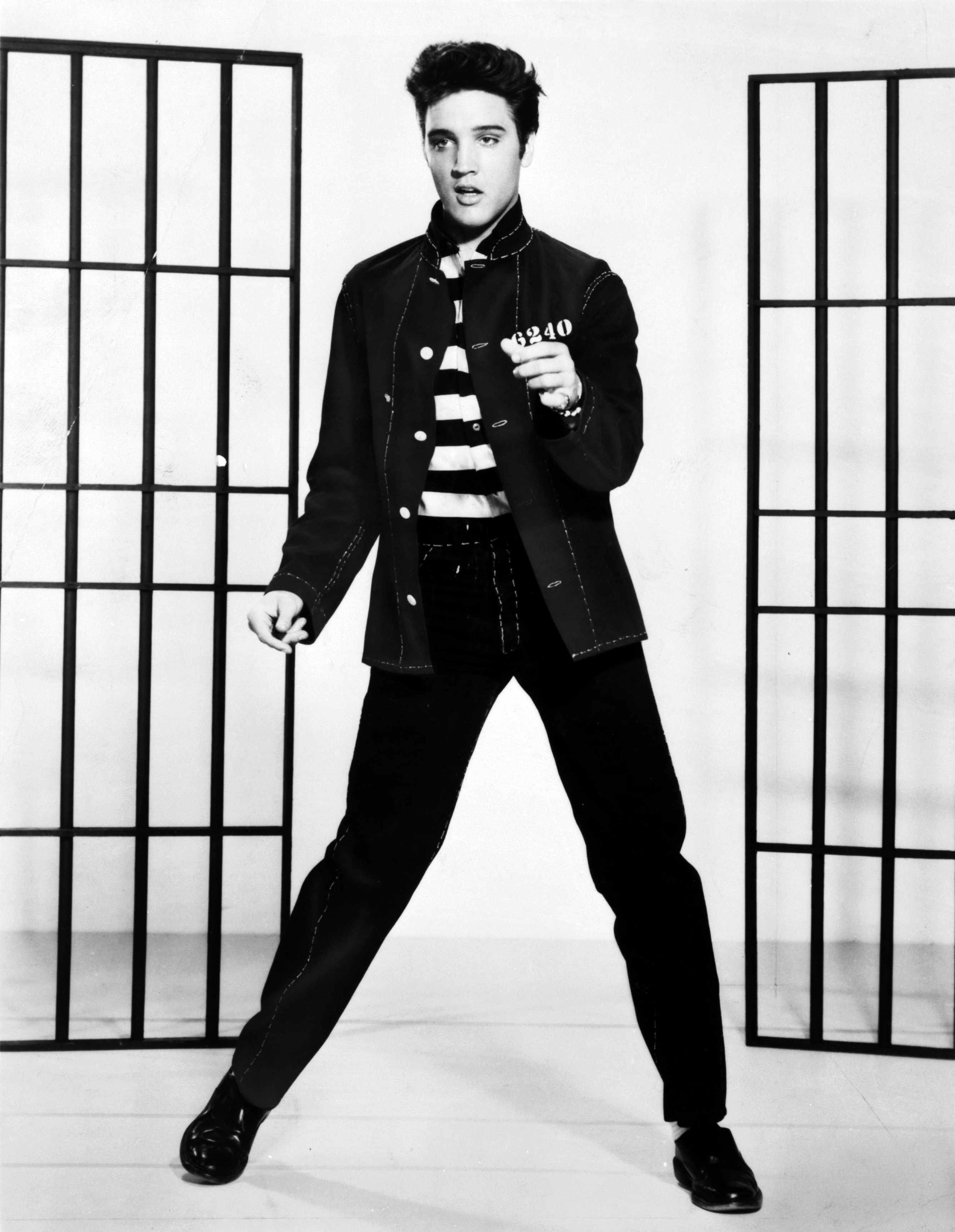
Elvis Presley teve onze singles número um durante a década, com "It's Now or Never" ficando oito semanas na primeira colocação

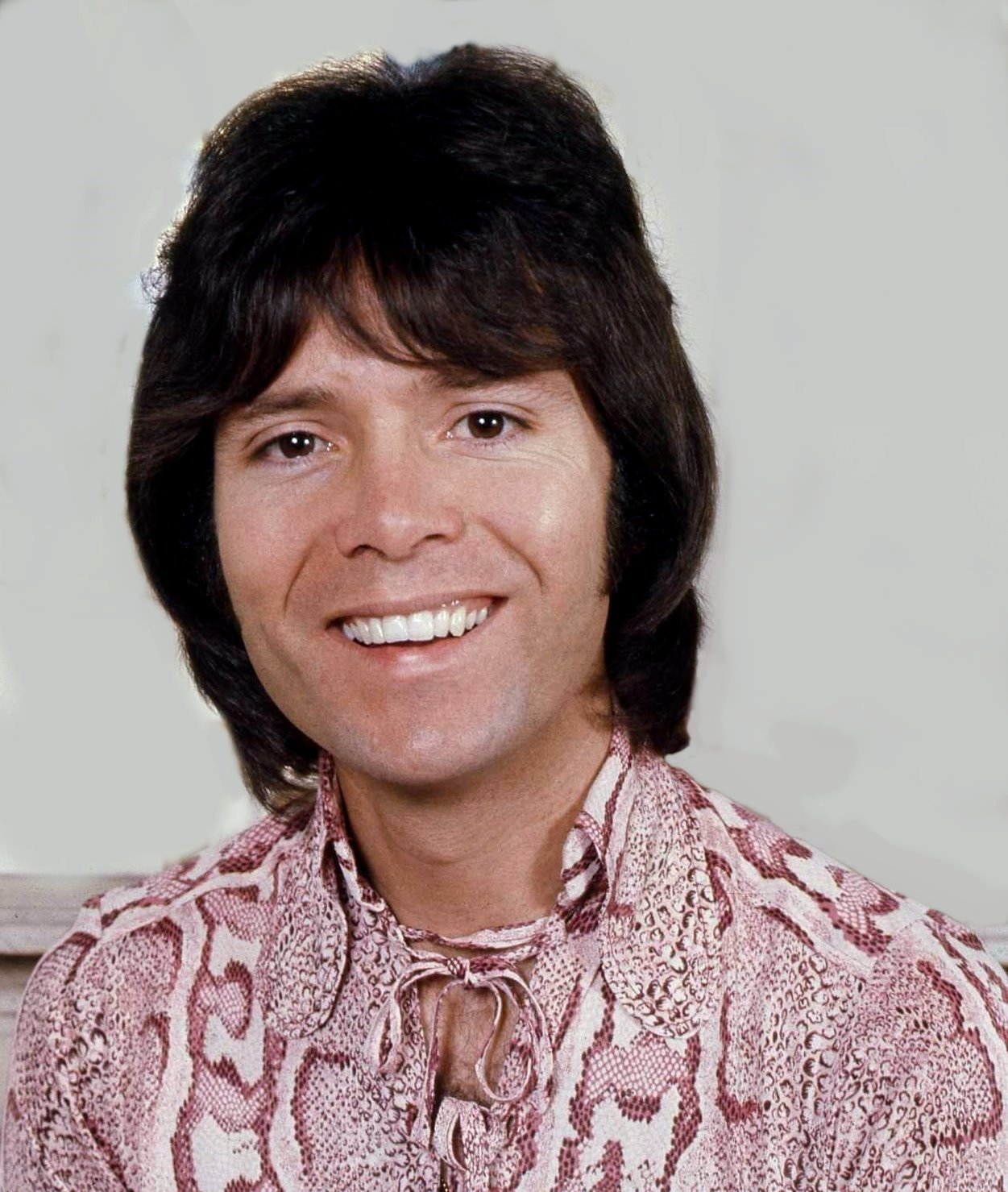
Cliff Richard emplacou sete singles número um

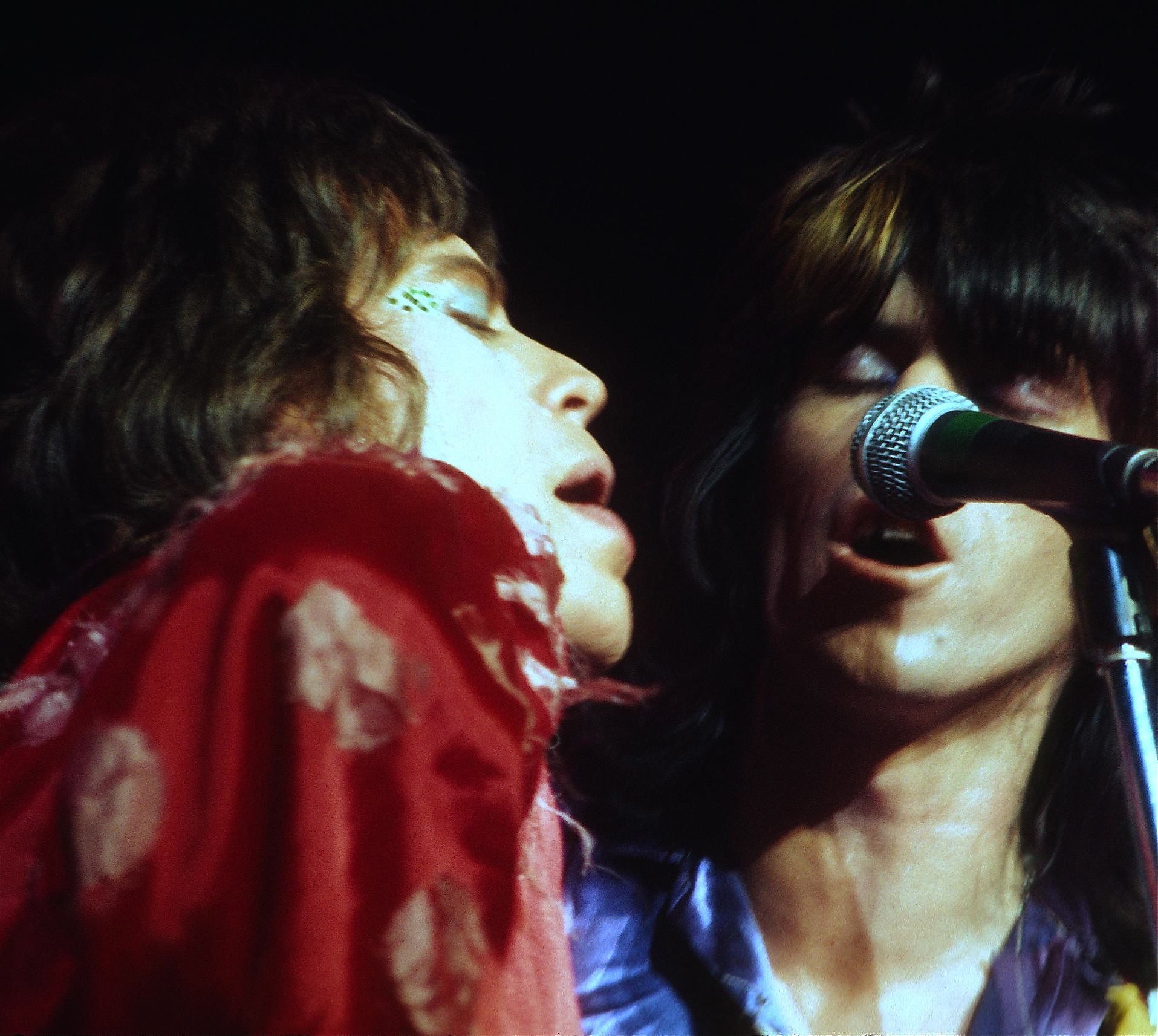
Todos os singles número um do The Rolling Stones são dos anos 60

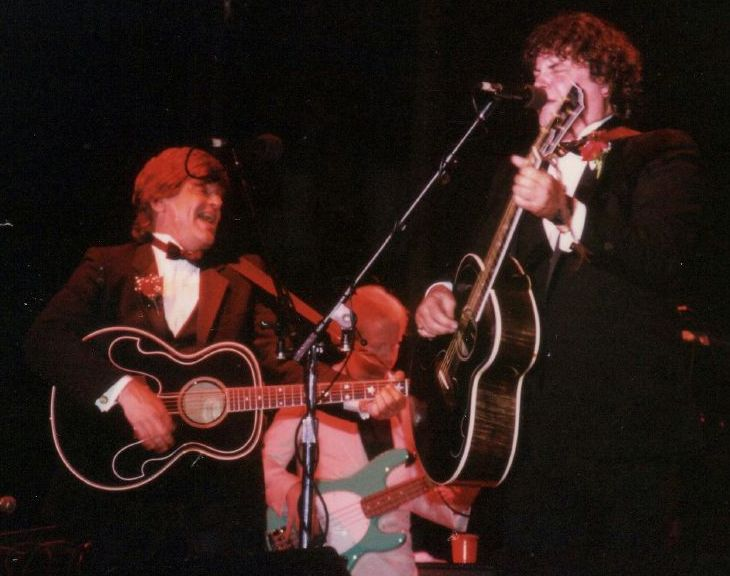
O single mais vendido do ano de 1960 foi "Cathy's Clown", do The Everly Brothers

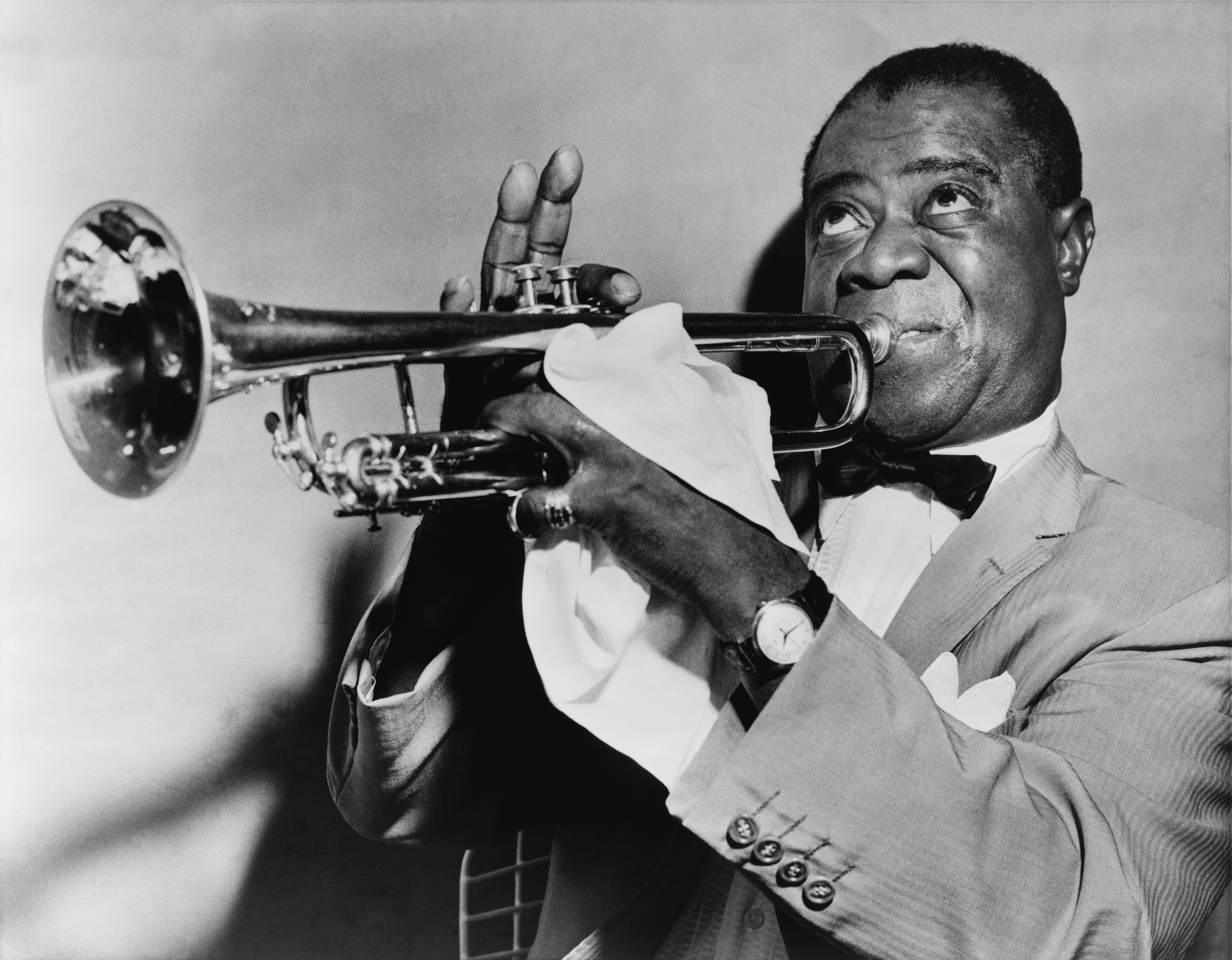
O single mais vendido de 1968 pertence a Louis Armstrong

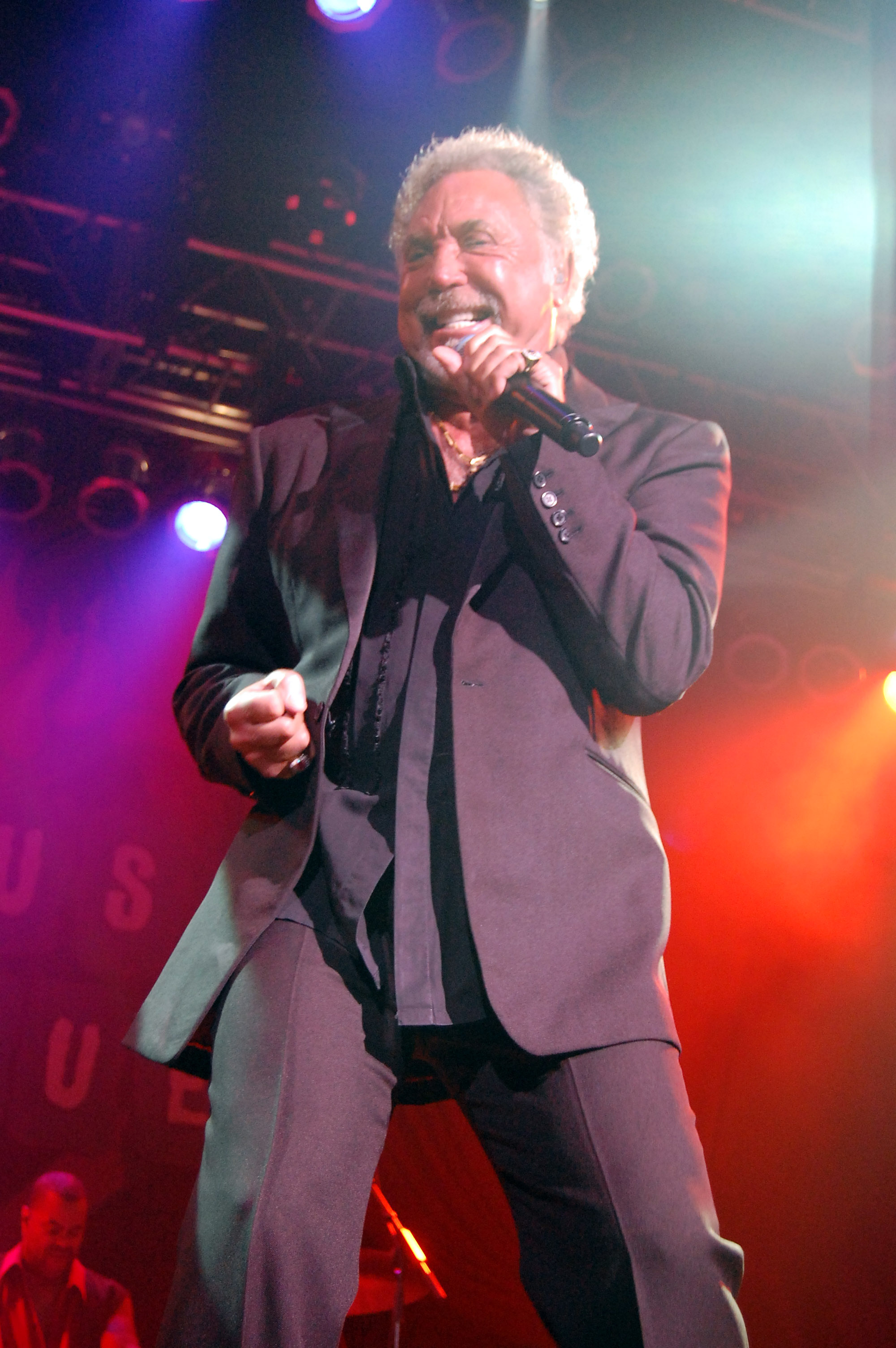
Tom Jones emplacou dois de seus três singles número um nos anos 60; o terceiro só seria alcançado em 2009

 †  – Single mais vendido do ano
 ‡  – Single mais vendido da década
| Artista                            | Single                                                  | Alcançou o 1° lugar em  | Semanas na 1ª colocação |
| ---------------------------------- | ------------------------------------------------------- | ----------------------- | ----------------------- |
| Michael Holliday                   | "Starry Eyed"                                           | 29 de janeiro de 1960   | 1                       |
| Anthony Newley                     | "Why"                                                   | 5 de fevereiro de 1960  | 4                       |
| Adam Faith                         | "Poor Me"                                               | 4 de março de 1960      | 2                       |
| Johnny Preston                     | "Running Bear"                                          | 17 de março de 1960     | 2                       |
| Lonnie Donegan                     | "My Old Man's a Dustman"                                | 31 de março de 1960     | 4                       |
| Anthony Newley                     | "Do You Mind?"                                          | 28 de abril de 1960     | 1                       |
| The Everly Brothers                | "Cathy's Clown"†                                        | 5 de maio de 1960       | 7                       |
| Eddie Cochran                      | "Three Steps to Heaven"                                 | 23 de junho de 1960     | 2                       |
| Jimmy Jones                        | "Good Timin'"                                           | 7 de julho de 1960      | 3                       |
| Cliff Richard e The Shadows        | "Please Don't Tease"                                    | 28 de julho de 1960     | 1                       |
| Johnny Kidd & The Pirates          | "Shakin' All Over"                                      | 4 de agosto de 1960     | 1                       |
| Cliff Richard e The Shadows        | "Please Don't Tease"                                    | 11 de agosto de 1960    | 2                       |
| The Shadows                        | "Apache"                                                | 25 de agosto de 1960    | 5                       |
| Ricky Valance                      | "Tell Laura I Love Her"                                 | 29 de setembro de 1960  | 3                       |
| Roy Orbison                        | "Only the Lonely (Know How I Feel)"                     | 20 de outubro de 1960   | 2                       |
| Elvis Presley                      | "It's Now or Never"                                     | 3 de novembro de 1960   | 8                       |
| Cliff Richard e The Shadows        | "I Love You"                                            | 29 de dezembro de 1960  | 2                       |
| Artista                            | Single                                                  | Alcançou o 1° lugar em  | Semanas na 1ª colocação |
| Johnny Tillotson                   | "Poetry in Motion"                                      | 12 de janeiro de 1961   | 2                       |
| Elvis Presley                      | "Are You Lonesome Tonight?"                             | 26 de janeiro de 1961   | 4                       |
| Petula Clark                       | "Sailor"                                                | 23 de fevereiro de 1961 | 1                       |
| The Everly Brothers                | "Walk Right Back" / "Ebony Eyes"                        | 2 de março de 1961      | 3                       |
| Elvis Presley                      | "Wooden Heart"                                          | 23 de março de 1961     | 6                       |
| The Marcels                        | "Blue Moon"                                             | 4 de maio de 1961       | 2                       |
| Floyd Cramer                       | "On the Rebound"                                        | 18 de maio de 1961      | 1                       |
| The Temperance Seven               | "You're Driving Me Crazy"                               | 25 de maio de 1961      | 1                       |
| Elvis Presley                      | "Surrender"                                             | 1 de junho de 1961      | 4                       |
| Del Shannon                        | "Runaway"†                                              | 29 de junho de 1961     | 3                       |
| The Everly Brothers                | "Temptation"                                            | 20 de julho de 1961     | 2                       |
| Eden Kane                          | "Well I Ask You"                                        | 3 de agosto de 1961     | 1                       |
| Helen Shapiro                      | "You Don't Know"                                        | 10 de agosto de 1961    | 3                       |
| John Leyton                        | "Johnny Remember Me"                                    | 31 de agosto de 1961    | 3                       |
| Shirley Bassey                     | "Reach for the Stars"/"Climb Ev'ry Mountain"            | 21 de setembro de 1961  | 1                       |
| John Leyton                        | "Johnny Remember Me"                                    | 28 de setembro de 1961  | 1                       |
| The Shadows                        | "Kon-Tiki"                                              | 5 de outubro de 1961    | 1                       |
| The Highwaymen                     | "Michael"                                               | 12 de outubro de 1961   | 1                       |
| Helen Shapiro                      | "Walkin' Back to Happiness"                             | 19 de outubro de 1961   | 3                       |
| Elvis Presley                      | "Little Sister" / "(Marie's the Name) His Latest Flame" | 9 de novembro de 1961   | 4                       |
| Frankie Vaughan                    | "Tower of Strength"                                     | 7 de dezembro de 1961   | 3                       |
| Danny Williams                     | "Moon River"                                            | 28 de dezembro de 1961  | 2                       |
| Artista                            | Single                                                  | Alcançou o 1° lugar em  | Semanas na 1ª colocação |
| Cliff Richard e The Shadows        | "The Young Ones"                                        | 11 de janeiro de 1962   | 6                       |
| Elvis Presley                      | "Rock-A-Hula Baby" / "Can't Help Falling in Love"       | 22 de fevereiro de 1962 | [nb 4]4                 |
| The Shadows                        | "Wonderful Land"                                        | 22 de março de 1962     | 8                       |
| B. Bumble and the Stingers         | "Nut Rocker"                                            | 17 de maio de 1962      | 1                       |
| Elvis Presley                      | "Good Luck Charm"                                       | 24 de maio de 1962      | 5                       |
| Mike Sarne com Wendy Richard       | "Come Outside"                                          | 28 de junho de 1962     | 2                       |
| Ray Charles                        | "I Can't Stop Loving You"                               | 12 de julho de 1962     | 2                       |
| Frank Ifield                       | "I Remember You"                                        | 26 de julho de 1962     | 7                       |
| Elvis Presley                      | "She's Not You"                                         | 13 de setembro de 1962  | 3                       |
| The Tornados                       | "Telstar"                                               | 4 de outubro de 1962    | 5                       |
| Frank Ifield                       | "Lovesick Blues"                                        | 8 de novembro de 1962   | 5                       |
| Elvis Presley                      | "Return to Sender"                                      | 13 de dezembro de 1962  | 3                       |
| Artista                            | Single                                                  | Alcançou o 1° lugar em  | Semanas na 1ª colocação |
| Cliff Richard e The Shadows        | "The Next Time" / "Bachelor Boy"                        | 3 de janeiro de 1963    | [nb 5]3                 |
| The Shadows                        | "Dance On!"                                             | 24 de janeiro de 1963   | 1                       |
| Jet Harris e Tony Meehan           | "Diamonds"                                              | 31 de janeiro de 1963   | 3                       |
| Frank Ifield                       | "The Wayward Wind"                                      | 21 de fevereiro de 1963 | 3                       |
| Cliff Richard e The Shadows        | "Summer Holiday"                                        | 14 de março de 1963     | 2                       |
| The Shadows                        | "Foot Tapper"                                           | 28 de março de 1963     | 1                       |
| Cliff Richard e The Shadows        | "Summer Holiday"                                        | 4 de abril de 1963      | 1                       |
| Gerry & The Pacemakers             | "How Do You Do It?"                                     | 11 de abril de 1963     | 3                       |
| The Beatles                        | "From Me to You"†                                       | 2 de maio de 1963       | 7                       |
| Gerry & The Pacemakers             | "I Like It"                                             | 20 de junho de 1963     | 4                       |
| Frank Ifield                       | "Confessin' (That I Love You)"                          | 18 de julho de 1963     | 2                       |
| Elvis Presley                      | "(You're the) Devil in Disguise"                        | 1 de agosto de 1963     | 1                       |
| The Searchers                      | "Sweets for My Sweet"                                   | 8 de agosto de 1963     | 2                       |
| Billy J. Kramer & The Dakotas      | "Bad to Me"                                             | 22 de agosto de 1963    | 3                       |
| The Beatles                        | "She Loves You"‡                                        | 12 de setembro de 1963  | 4                       |
| Brian Poole and The Tremeloes      | "Do You Love Me"                                        | 10 de outubro de 1963   | 3                       |
| Gerry & The Pacemakers             | "You'll Never Walk Alone"                               | 31 de outubro de 1963   | 4                       |
| The Beatles                        | "She Loves You"‡                                        | 28 de novembro de 1963  | 2                       |
| The Beatles                        | "I Want to Hold Your Hand"                              | 12 de dezembro de 1963  | 5                       |
| Artista                            | Single                                                  | Alcançou o 1° lugar em  | Semanas na 1ª colocação |
| The Dave Clark Five                | "Glad All Over"                                         | 16 de janeiro de 1964   | 2                       |
| The Searchers                      | "Needles and Pins"                                      | 30 de janeiro de 1964   | 3                       |
| The Bachelors                      | "Diane"                                                 | 20 de fevereiro de 1964 | 1                       |
| Cilla Black                        | "Anyone Who Had a Heart"                                | 27 de fevereiro de 1964 | 3                       |
| Billy J. Kramer & The Dakotas      | "Little Children"                                       | 19 de março de 1964     | 2                       |
| The Beatles                        | "Can't Buy Me Love"                                     | 2 de abril de 1964      | 3                       |
| Peter & Gordon                     | "A World Without Love"                                  | 23 de abril de 1964     | 2                       |
| The Searchers                      | "Don't Throw Your Love Away"                            | 7 de maio de 1964       | 2                       |
| The Four Pennies                   | "Juliet"                                                | 21 de maio de 1964      | 1                       |
| Cilla Black                        | "You're My World (Il Mio Mondo)"                        | 28 de maio de 1964      | 4                       |
| Roy Orbison                        | "It's Over"                                             | 25 de junho de 1964     | 2                       |
| The Animals                        | "House of the Rising Sun"                               | 9 de julho de 1964      | 1                       |
| The Rolling Stones                 | "It's All Over Now"                                     | 16 de julho de 1964     | 1                       |
| The Beatles                        | "A Hard Day's Night"                                    | 23 de julho de 1964     | 3                       |
| Manfred Mann                       | "Do Wah Diddy Diddy"                                    | 13 de agosto de 1964    | 2                       |
| The Honeycombs                     | "Have I the Right?"                                     | 27 de agosto de 1964    | 2                       |
| The Kinks                          | "You Really Got Me"                                     | 10 de setembro de 1964  | 2                       |
| Herman's Hermits                   | "I'm Into Something Good"                               | 24 de setembro de 1964  | 2                       |
| Roy Orbison                        | "Oh, Pretty Woman"                                      | 8 de outubro de 1964    | 2                       |
| Sandie Shaw                        | "(There's) Always Something There to Remind Me"         | 22 de outubro de 1964   | 3                       |
| Roy Orbison                        | "Oh, Pretty Woman"                                      | 12 de novembro de 1964  | 1                       |
| The Supremes                       | "Baby Love"                                             | 19 de novembro de 1964  | 2                       |
| The Rolling Stones                 | "Little Red Rooster"                                    | 3 de dezembro de 1964   | 1                       |
| The Beatles                        | "I Feel Fine"                                           | 10 de dezembro de 1964  | 5                       |
| Artista                            | Single                                                  | Alcançou o 1° lugar em  | Semanas na 1ª colocação |
| Georgie Fame                       | "Yeh Yeh"                                               | 14 de janeiro de 1965   | 2                       |
| The Moody Blues                    | "Go Now"                                                | 28 de janeiro de 1965   | 1                       |
| The Righteous Brothers             | "You've Lost That Lovin' Feelin'"                       | 4 de fevereiro de 1965  | 2                       |
| The Kinks                          | "Tired of Waiting for You"                              | 18 de fevereiro de 1965 | 1                       |
| The Seekers                        | "I'll Never Find Another You"†                          | 25 de fevereiro de 1965 | 2                       |
| Tom Jones                          | "It's Not Unusual"                                      | 11 de março de 1965     | 1                       |
| The Rolling Stones                 | "The Last Time"                                         | 18 de março de 1965     | 3                       |
| Unit 4 + 2                         | "Concrete and Clay"                                     | 8 de abril de 1965      | 1                       |
| Cliff Richard                      | "The Minute You're Gone"                                | 15 de abril de 1965     | 1                       |
| The Beatles                        | "Ticket to Ride"                                        | 22 de abril de 1965     | 3                       |
| Roger Miller                       | "King of the Road"                                      | 13 de maio de 1965      | 1                       |
| Jackie Trent                       | "Where Are You Now (My Love)"                           | 20 de maio de 1965      | 1                       |
| Sandie Shaw                        | "Long Live Love"                                        | 27 de maio de 1965      | 3                       |
| Elvis Presley                      | "Crying in the Chapel"                                  | 17 de junho de 1965     | 1                       |
| The Hollies                        | "I'm Alive"                                             | 24 de junho de 1965     | 1                       |
| Elvis Presley                      | "Crying in the Chapel"                                  | 1 de julho de 1965      | 1                       |
| The Hollies                        | "I'm Alive"                                             | 8 de julho de 1965      | 2                       |
| The Byrds                          | "Mr. Tambourine Man"                                    | 22 de julho de 1965     | 2                       |
| The Beatles                        | "Help!"                                                 | 5 de agosto de 1965     | 3                       |
| Sonny & Cher                       | "I Got You Babe"                                        | 26 de agosto de 1965    | 2                       |
| The Rolling Stones                 | "(I Can't Get No) Satisfaction"                         | 9 de setembro de 1965   | 2                       |
| The Walker Brothers                | "Make It Easy on Yourself"                              | 23 de setembro de 1965  | 1                       |
| Ken Dodd                           | "Tears"                                                 | 30 de setembro de 1965  | 5                       |
| The Rolling Stones                 | "Get Off of My Cloud"                                   | 4 de novembro de 1965   | 3                       |
| The Seekers                        | "The Carnival Is Over"                                  | 25 de novembro de 1965  | 3                       |
| The Beatles                        | "Day Tripper" / "We Can Work It Out"                    | 16 de dezembro de 1965  | 5                       |
| Artista                            | Single                                                  | Alcançou o 1° lugar em  | Semanas na 1ª colocação |
| The Spencer Davis Group            | "Keep On Running"                                       | 20 de janeiro de 1966   | 1                       |
| The Overlanders                    | "Michelle"                                              | 27 de janeiro de 1966   | 3                       |
| Nancy Sinatra                      | "These Boots Are Made for Walkin'"                      | 17 de fevereiro de 1966 | 4                       |
| The Walker Brothers                | "The Sun Ain't Gonna Shine Anymore"                     | 17 de março de 1966     | 4                       |
| The Spencer Davis Group            | "Somebody Help Me"                                      | 14 de abril de 1966     | 2                       |
| Dusty Springfield                  | "You Don't Have to Say You Love Me"                     | 28 de abril de 1966     | 1                       |
| Manfred Mann                       | "Pretty Flamingo"                                       | 5 de maio de 1966       | 3                       |
| The Rolling Stones                 | "Paint It, Black"                                       | 26 de maio de 1966      | 1                       |
| Frank Sinatra                      | "Strangers in the Night"                                | 2 de junho de 1966      | 3                       |
| The Beatles                        | "Paperback Writer"                                      | 23 de junho de 1966     | 2                       |
| The Kinks                          | "Sunny Afternoon"                                       | 7 de julho de 1966      | 2                       |
| Georgie Fame e o Blue Flames       | "Getaway"                                               | 21 de julho de 1966     | 1                       |
| Chris Farlowe                      | "Out of Time"                                           | 28 de julho de 1966     | 1                       |
| The Troggs                         | "With a Girl Like You"                                  | 4 de agosto de 1966     | 2                       |
| The Beatles                        | "Yellow Submarine" / "Eleanor Rigby"                    | 18 de agosto de 1966    | 4                       |
| Small Faces                        | "All or Nothing"                                        | 15 de setembro de 1966  | 1                       |
| Jim Reeves                         | "Distant Drums"†                                        | 22 de setembro de 1966  | 5                       |
| Four Tops                          | "Reach Out I'll Be There"                               | 27 de outubro de 1966   | 3                       |
| The Beach Boys                     | "Good Vibrations"                                       | 17 de novembro de 1966  | 2                       |
| Tom Jones                          | "Green, Green Grass of Home"                            | 1 de dezembro de 1966   | 7                       |
| Artista                            | Single                                                  | Alcançou o 1° lugar em  | Semanas na 1ª colocação |
| The Monkees                        | "I'm a Believer"                                        | 19 de janeiro de 1967   | 4                       |
| Petula Clark                       | "This Is My Song"                                       | 16 de fevereiro de 1967 | 2                       |
| Engelbert Humperdinck              | "Release Me"†                                           | 2 de março de 1967      | 6                       |
| Nancy Sinatra e Frank Sinatra      | "Somethin' Stupid"                                      | 13 de abril de 1967     | 2                       |
| Sandie Shaw                        | "Puppet on a String"                                    | 27 de abril de 1967     | 3                       |
| The Tremeloes                      | "Silence Is Golden"                                     | 18 de maio de 1967      | 3                       |
| Procol Harum                       | "A Whiter Shade of Pale"                                | 8 de junho de 1967      | 6                       |
| The Beatles                        | "All You Need Is Love"                                  | 19 de julho de 1967     | 3                       |
| Scott McKenzie                     | "San Francisco (Be Sure to Wear Flowers in Your Hair)"  | 9 de agosto de 1967     | 4                       |
| Engelbert Humperdinck              | "The Last Waltz"                                        | 6 de setembro de 1967   | 5                       |
| Bee Gees                           | "Massachusetts"                                         | 11 de outubro de 1967   | 4                       |
| The Foundations                    | "Baby Now That I've Found You"                          | 8 de novembro de 1967   | 2                       |
| Long John Baldry                   | "Let the Heartaches Begin"                              | 22 de novembro de 1967  | 2                       |
| The Beatles                        | "Hello, Goodbye"                                        | 6 de dezembro de 1967   | 7                       |
| Artista                            | Single                                                  | Alcançou o 1° lugar em  | Semanas na 1ª colocação |
| Georgie Fame                       | "The Ballad of Bonnie and Clyde"                        | 27 de janeiro de 1968   | 1                       |
| Love Affair                        | "Everlasting Love"                                      | 3 de fevereiro de 1968  | 2                       |
| Manfred Mann                       | "Mighty Quinn"                                          | 17 de fevereiro de 1968 | 2                       |
| Esther and Abi Ofarim              | "Cinderella Rockefella"                                 | 2 de março de 1968      | 3                       |
| Dave Dee, Dozy, Beaky, Mick & Tich | "The Legend of Xanadu"                                  | 23 de março de 1968     | 1                       |
| The Beatles                        | "Lady Madonna"                                          | 30 de março de 1968     | 2                       |
| Cliff Richard                      | "Congratulations"                                       | 13 de abril de 1968     | 2                       |
| Louis Armstrong                    | "What a Wonderful World" / "Cabaret"†                   | 27 de abril de 1968     | 4                       |
| Gary Puckett & The Union Gap       | "Young Girl"                                            | 25 de maio de 1968      | 4                       |
| The Rolling Stones                 | "Jumpin' Jack Flash"                                    | 22 de junho de 1968     | 2                       |
| The Equals                         | "Baby Come Back"                                        | 6 de julho de 1968      | 3                       |
| Des O'Connor                       | "I Pretend"                                             | 27 de julho de 1968     | 1                       |
| Tommy James and the Shondells      | "Mony Mony"                                             | 3 de agosto de 1968     | 2                       |
| Crazy World of Arthur Brown        | "Fire"                                                  | 17 de agosto de 1968    | 1                       |
| Tommy James and the Shondells      | "Mony Mony"                                             | 24 de agosto de 1968    | 1                       |
| The Beach Boys                     | "Do It Again"                                           | 31 de agosto de 1968    | 1                       |
| Bee Gees                           | "I've Gotta Get a Message to You"                       | 7 de setembro de 1968   | 1                       |
| The Beatles                        | "Hey Jude"                                              | 14 de setembro de 1968  | 2                       |
| Mary Hopkin                        | "Those Were the Days"                                   | 28 de setembro de 1968  | 6                       |
| Joe Cocker                         | "With a Little Help from My Friends"                    | 9 de novembro de 1968   | 1                       |
| Hugo Montenegro                    | "The Good, the Bad and the Ugly"                        | 16 de novembro de 1968  | 4                       |
| The Scaffold                       | "Lily the Pink"                                         | 14 de dezembro de 1968  | 3                       |
| Artista                            | Single                                                  | Alcançou o 1° lugar em  | Semanas na 1ª colocação |
| Marmalade                          | "Ob-La-Di, Ob-La-Da"                                    | 4 de janeiro de 1969    | 1                       |
| The Scaffold                       | "Lily the Pink"                                         | 11 de janeiro de 1969   | 1                       |
| Marmalade                          | "Ob-La-Di, Ob-La-Da"                                    | 18 de janeiro de 1969   | 2                       |
| Fleetwood Mac                      | "Albatross"                                             | 1 de fevereiro de 1969  | 1                       |
| The Move                           | "Blackberry Way"                                        | 8 de fevereiro de 1969  | 1                       |
| Amen Corner                        | "(If Paradise Is) Half as Nice"                         | 15 de fevereiro de 1969 | 2                       |
| Peter Sarstedt                     | "Where Do You Go To (My Lovely)?"                       | 1 de março de 1969      | 4                       |
| Marvin Gaye                        | "I Heard It Through the Grapevine"                      | 29 de março de 1969     | 3                       |
| Desmond Dekker & The Aces          | "Israelites"                                            | 19 de abril de 1969     | 1                       |
| The Beatles com Billy Preston      | "Get Back"                                              | 26 de abril de 1969     | 6                       |
| Tommy Roe                          | "Dizzy"                                                 | 7 de junho de 1969      | 1                       |
| The Beatles                        | "The Ballad of John and Yoko"                           | 14 de junho de 1969     | 3                       |
| Thunderclap Newman                 | "Something in the Air"                                  | 5 de julho de 1969      | 3                       |
| The Rolling Stones                 | "Honky Tonk Women"                                      | 26 de julho de 1969     | 5                       |
| Zager and Evans                    | "In The Year 2525 (Exordium and Terminus)"              | 30 de agosto de 1969    | 3                       |
| Creedence Clearwater Revival       | "Bad Moon Rising"                                       | 20 de setembro de 1969  | 3                       |
| Jane Birkin e Serge Gainsbourg     | "Je t'aime... moi non plus"                             | 11 de outubro de 1969   | 1                       |
| Bobbie Gentry                      | "I'll Never Fall in Love Again"                         | 18 de outubro de 1969   | 1                       |
| The Archies                        | "Sugar, Sugar"                                          | 25 de outubro de 1969   | 8                       |
| Rolf Harris                        | "Two Little Boys"                                       | 20 de dezembro de 1969  | 6                       |

## Por artista
Os artistas a seguir emplacaram três ou mais hits número um durante a década de 1960. Cliff Richard conseguiu sete; dois solo e cinco com o Shadows. O The Shadows teve um total de dez; cinco solo e cinco com Cliff Richard.
| Artista                | Hits número um |
| ---------------------- | -------------- |
| The Beatles            | 17             |
| Elvis Presley          | 11             |
| The Shadows            | 10             |
| The Rolling Stones     | 8              |
| Cliff Richard          | 7              |
| Frank Ifield           | 4              |
| The Everly Brothers    | 3              |
| Georgie Fame           | 3              |
| Gerry & The Pacemakers | 3              |
| The Kinks              | 3              |
| Roy Orbison            | 3              |
| Sandie Shaw            | 3              |
| The Searchers          | 3              |

## Marca de um milhão de vendas e discos de ouro
Apesar das certificações por vendas de gravação musical oficiais não terem sido introduzidas até a formação da British Phonographic Industry (BPI) em 1973, a revista Disc deu início em 1959 à iniciativa de presentear um disco de ouro para singles que venderam mais de um milhão de unidades. Informações acerca de quando uma gravação era classificada como ouro pela Disc não foram "bem documentadas". Os prêmios baseavam-se na coleta e repasse de dados de vendas pelas gravadoras. Este sistema estava sujeito a erros, como quando "Sugar, Sugar" do The Archies foi equivocadamente premiado em janeiro de 1970. Tais incongruências levaram à implementação de classificações oficiais pela BPI. Todavia, foi somente após a introdução de downloads digitais em 2004, é que "Sugar, Sugar" ultrapassou a marca de um milhão de vendas.
A instrumental "Apache" do The Shadows é a primeira canção conhecida a ser premiada com um disco de ouro pela Disc, apesar de não se saber ao certo se o número de cópias vendidas chegou a um milhão. A premiação de quinze discos de ouro (uma delas incorreta) está documentada, sendo que cinco foram concedidos ao The Beatles. Acredita-se que nenhuma canção tenha vendido um milhão de cópias depois de "The Last Waltz" (lançada por Engelbert Humperdinck em 1967) e antes que a BPI implementasse seu sistema de discos de platina (também concedidos a um milhão de cópias) em 1973. Embora o The Righteous Brothers tenha lançado originalmente "Unchained Melody" em agosto de 1965, ela alcançou mais sucesso após o relançamento nos anos 90, chegando ao 1° lugar e vendendo mais de um milhão de cópias.
| Artista                       | Canção                               | Ano da milionésima venda |
| ----------------------------- | ------------------------------------ | ------------------------ |
| The Shadows                   | "Apache"                             | [nb 7]N/A                |
| Elvis Presley                 | "It's Now or Never"                  | 1960                     |
| Acker Bilk                    | "Stranger on the Shore"              | 1961–62                  |
| Cliff Richard and The Shadows | "The Young Ones"                     | 1962                     |
| Frank Ifield                  | "I Remember You"                     | 1962                     |
| The Beatles                   | "She Loves You"                      | 1963                     |
| The Beatles                   | "I Want to Hold Your Hand"           | 1963                     |
| The Beatles                   | "Can't Buy Me Love"                  | 1964                     |
| The Beatles                   | "I Feel Fine"                        | 1964                     |
| Ken Dodd                      | "Tears"                              | 1965                     |
| The Seekers                   | "The Carnival Is Over"               | 1965                     |
| The Beatles                   | "Day Tripper" / "We Can Work It Out" | 1965–66                  |
| Tom Jones                     | "Green, Green Grass of Home"         | 1966                     |
| Engelbert Humperdinck         | "Release Me"                         | 1967                     |
| Engelbert Humperdinck         | "The Last Waltz"                     | 1967                     |
| The Archies                   | "Sugar, Sugar"                       | [nb 6]2004–10            |